# Hanuman (voilier)
Pour les articles homonymes, voir Hanuman (homonymie).
Hanuman est un voilier de régate, réplique quasi à l'identique dans les plans d’Endeavour II. 
Ce dernier était un classe J, construit en Grande-Bretagne en 1936 pour tenter de ravir aux américains la Coupe de l'America. Ayant échoué contre Ranger (yacht), il tomba en déshérence pendant la Seconde Guerre mondiale et fut démoli définitivement en 1968.
Dans les années 2000, Jim Clark, le fondateur de Netscape eut le projet de recréer ce voilier mythique afin de le mesurer à nouveau à Ranger dont une réplique naviguait à nouveau depuis 2003.
Il s'adressa au chantier naval hollandais Royal Huisman à Vollenhove qui avait déjà rénové entièrement le premier Endeavour.
Utilisant des matériaux modernes comme l'aluminium (Alustar TM) pour la coque et le carbone composite pour les mât et gréément. L'intérieur, par contre, a été luxueusement aménagé pour devenir un voiler de plaisance très élaboré. 
Il a une longueur hors tout de 42,09 m pour  27,68 m à la flottaison, une largeur de 6,60 m pour un tirant d'eau de 4,72 m.
Il a été lancé en 2009 et a gagné en 2010 le titre de « Voilier de l'année ».  Dans une régate en 2 manches en juillet 2009, Hanuman battit Ranger les deux fois, prenant la revanche de son aîné de 1937.
J. Clark l'a mis en vente en 2012 pour 18 millions de dollars.